# Simmondsiaceae
Simmondsiaceae — родина квіткових рослин. Родина не визнається всіма таксономічними системами, один вид, Simmondsia chinensis, часто розглядається як належний до родини Buxaceae.
Система APG II 2003 року (без змін у порівнянні з системою APG 1998 року) дійсно визнає цю родину та відносить її до порядку Caryophyllales. Він складається лише з одного виду, жожоба (Simmondsia chinensis), північноамериканських чагарників. Система Кронквіста, 1981, також визнала цю родину та розмістила її в порядку Euphorbiales.